# Sault
Sault (comumente estilizado como SAULT) é um misterioso coletivo musical britânico que produz músicas em um misto de R&B, soul psicodélico, funk, house, disco, pós-punk e afrobeat. O projeto é dirigido pelo produtor Inflo, mais conhecido por seu trabalho com Little Simz, Michael Kiwanuka, Cleo Sol, Jungle e Adele. A vocalista/compositora Cleo Sol. Kid Sister, Chronixx e também colaboraram com o projeto.
Apesar de possuir uma aclamação da crítica, Sault evita a interação com a mídia e apresenta uma série de colaboradores não identificadas. Eles nunca fizeram um show ao vivo, deram uma entrevista ou lançaram um videoclipe para divulgar sua música. O grupo frequentemente coloca em primeiro plano questões centradas na negritude.
Desde seu surgimento em 2019, o coletivo lançou onze álbuns de estúdio, com 5 (2019), 7 (2019), Untitled (Black Is) (2020), Untitled (Rise) (2020), Nine (2021), lançados entre 2019 e 2021. Após lançarem um álbum instrumental orquestral, AIR, em Abril de 2022, o coletivo lançou cinco álbuns de estúdio simultaneamente em seu site em 1º de novembro do mesmo ano: 11, Earth, Today & Tomorrow e Untitled (God).
No álbum Earth (2022), há diversas referências rítmicas e instrumentais ao Brasil, tendo, inclusive uma faixa cantada em português, "God Is In Control" ("Deus está no controle").

## Discografia

### Álbuns de estúdio
| Título              | Detalhes do álbum | Posição nas Paradas | Posição nas Paradas | Posição nas Paradas | Posição nas Paradas |
| Título              | Detalhes do álbum | UK                  | UKIndie             | USClass.Cross.      | USCurr.             |
| ------------------- | --- | ------------------- | ------------------- | ------------------- | ------------------- |
| 5                   | - Lançamento: 5 de Maio de 2019 - Gravadora: Forever Living Originals - Formatos: LP, CD, download digital, streaming      | –                   | –                   | –                   | –                   |
| 7                   | - Lançamento: 27 de Setembro de 2019 - Gravadora: Forever Living Originals - Formatos: LP, CD, download digital, streaming | –                   | –                   | –                   | –                   |
| Untitled (Black Is) | - Lançamento: 19 de Junho de 2020 - Gravadora: Forever Living Originals - Formatos: LP, CD, download digital, streaming    | –                   | 24                  | –                   | 93                  |
| Untitled (Rise)     | - Lançamento: 18 de Setembro de 2020 - Gravadora: Forever Living Originals - Formatos: LP, CD, download digital, streaming | –                   | 48                  | –                   | –                   |
| Nine                | - Lançamento: 25 de Junho de 2021 - Gravadora: Forever Living Originals - Formatos: LP, CD, download digital, streaming    | 99                  | 12                  | –                   | –                   |
| Air                 | - Lançamento: 13 de Abril de 2022 - Gravadora: Forever Living Originals - Formatos: LP, CD, download digital, streaming    | –                   | 4                   | 2                   | –                   |
| 11                  | - Lançamento: 1 de Novembro de 2022 - Gravadora: Forever Living Originals - Formatos: download digital, streaming          | –                   | –                   | –                   | –                   |
| AIIR                | - Lançamento: 1 de Novembro de 2022 - Gravadora: Forever Living Originals - Formatos: download digital, streaming          | –                   | –                   | 10                  | –                   |
| Earth               | - Lançamento: 1 de Novembro de 2022 - Gravadora: Forever Living Originals - Formatos: download digital, streaming          | –                   | –                   | –                   | –                   |
| Today & Tomorrow    | - Lançamento: 1 de Novembro de 2022 - Gravadora: Forever Living Originals - Formatos: download digital, streaming          | –                   | –                   | –                   | –                   |
| Untitled (God)      | - Lançamento: 1 de Novembro 2022 - Gravadora: Forever Living Originals - Formatos: download digital, streaming             | –                   | –                   | –                   | –                   |

### Extended plays
| Título | Detalhes do álbum                                                                                                 | Posição nos Chart |
| Título | Detalhes do álbum                                                                                                 | UKDL              |
| ------ | --- | ----------------- |
| X      | - Lançamento: 10 de Outubro de 2022 - Gravadora: Forever Living Originals - Formatos: download digital, streaming | 59                |

### Singles
| Título                | Detalhes do álbum | Posição nas Paradas | Álbum |
| Título                | Detalhes do álbum | MEXAir.             | Álbum |
| --------------------- | ----------------- | ------------------- | ----- |
| "We Are the Sun"      | 2019              | –                   | 5     |
| "Don't Waste My Time" | 2019              | –                   | 5     |
| "Let Me Go"           | 2019              | 49                  | 5     |

## Prêmios e Indicações
| Organização   | Ano  | Categoria               | Trabalho indicado | Resultado |
| ------------- | ---- | ----------------------- | ----------------- | --------- |
| Mercury Prize | 2021 | Álbum do Ano            | Untitled (Rise)   | Indicado  |
| MOBO Awards   | 2021 | Melhor Artista R&B/Soul | Sault             | Indicado  |